# Weiden am See
Weiden am See (in ungherese: Védeny) è un comune austriaco di 2 357 abitanti nel distretto di Neusiedl am See, in Burgenland; ha lo status di comune mercato (Marktgemeinde).